# Психея (альбом)
«Психея» — третий студийный альбом одноимённой российской рок-группы, выпущенный в 2004 году.

## История с песней «Убей мента»
Композиция «Убей мента» решением Дорогомиловского районного суда Москвы от 13 сентября 2010 года признана экстремистской и внесена в Федеральный список экстремистских материалов, который публикуется на сайте Министерства юстиции России. В связи с этим на данный момент на всех музыкальных площадках песня «Убей мента» была заменена на «Сколько же стоит твоя свобода?», которая является минусом песни «Убей Мента» с вырезанным семплом из начала и конца.

## Критика
Леонид Новиков в рецензии на альбом, опубликованной в журнале Rolling Stone Russia, пишет о том, что тексты песен и вокал никогда не были сильными сторонами группы, альбом называет «яростным и детским». При этом критик называет группу одним из самых коммерчески успешных альтернативных проектов в России. Рецензент журнала Play пишет, что по сравнению с предыдущими работами, на этом альбоме музыканты сделали песни «более мелодичными и разнообразными по звучанию, а в текстовом плане — более личными», и выражает надежду на то, что в будущем «Психея» сможет вырасти «в серьёзную группу»

## Список композиций
Слова и музыка всех песен — Дмитрий Порубов.
| №                   | Название                                                        | Длительность |
| ------------------- | --------------------------------------------------------------- | ------------ |
| 1.                  | «Поколение Ты»                                                  | 4:10         |
| 2.                  | «Лезвием сердца»                                                | 4:29         |
| 3.                  | «Убей Мента»                                                    | 2:08         |
| 4.                  | «От А до Я...»                                                  | 4:06         |
| 5.                  | «Люди врут тебе, ты врешь людям, но еще чаще ты врешь сам себе» | 4:28         |
| 6.                  | «Э>»                                                            | 4:34         |
| 7.                  | «Рефлекс Хичкока»                                               | 3:54         |
| 8.                  | «Клон Future»                                                   | 3:12         |
| 9.                  | «Если ты меня слышишь...»                                       | 3:57         |
| 10.                 | «ШШШ...»                                                        | 5:07         |
| 11.                 | «Миф о розовых деликатесах»                                     | 5:20         |
| 12.                 | «:-)»                                                           | 0:37         |
| Общая длительность: | Общая длительность:                                             | 45:47        |

- Примечание: в виду запрета на публикацию на всех платформах и исполнение песни «Убей Мента», композиция была заменена на «Сколько же стоит твоя свобода» — это минус оригинальной песни с продолжительностью в 1:54 и с вырезанными семплами вначале и в конце (гитарный рифф из песни «Smells Like Teen Spirit» группы Nirvana)

## Участники записи
Психея
- Дмитрий «Фео» Порубов — вокал, гитара, музыкальное программирование, художественное оформление, микширование, продюсер
- Андрей «AZzz» Зырянов — вокал, бэк-вокал, музыкальное программирование, перкуссия
- Андрей «Слесарь» Оплетаев — бас
- Игорь «Кита» Статных — клавишные, продюсер, микширование
- Евгений «DJ Женя» Лурье — скретчинг
- Вячеслав «Славон» Галашин — барабаны
- Андрей Запорожец - вокал